# Gustavo Alba
Gustavo Alba Molino (Chauchina, Granada, 24 de julio de 1978), futbolista español. Juega en la demarcación de portero.

## Biografía
Gustavo debutó en el fútbol profesional jugando en la UD Maracena en la temporada 2000-01, cuando el club militaba en el grupo IX de la tercera división española. Realizó una campaña bastante buena, llegando a ser el Trofeo Zamora de la competición.
Tras la buena temporada realizada fue fichado por el Granada CF para la temporada 2001-02, donde fue suplente durante casi toda la temporada, teniendo su oportunidad al final de la misma. En los pocos partidos jugados tuvo actuaciones calamitosas, llegando a ser bastante discutido.
Tras el descenso administrativo del Granada CF a tercera división en la temporada 2002-03, fue uno de los pocos jugadores que permanecieron en la plantilla. Durante la primera parte de la temporada fue el portero titular, aunque bastante criticado por su falta de madurez, así que el club se reforzó en el mercado de invierto con el portero José Luis, procedente del Motril CF, relegando a Gustavo a la suplencia durante el resto de la temporada.
En la temporada 2003-04 permanece en el Granada CF y consigue hacerse con la titularidad durante toda la temporada, realizando una de sus mejores campañas, consiguiendo volver a ser el Trofeo Zamora de la categoría.
Durante la temporada 2004-05 sigue siendo el portero titular del club, donde ya se ha 
convertido en uno de los jugadores más queridos del club.
La temporada 2005-06 es una de sus más intensas. Volvió a proclamarse Trofeo Zamora del grupo IX de la tercera división, aunque a mitad de temporada fue bastante criticado y acusado de inmadurez por algunas actuaciones que le costaron varios puntos al equipo. Estas críticas las acalló durante la fase de ascenso, donde fue uno de los héroes que consiguieron devolver al Granada CF a la segunda división B, especialmente en la eliminatoria ante el Linense, parando dos penaltis en la vuelta de la misma, que, unidos al que estrelló en el palo un jugador balono y al acierto en la tanda de los rojiblancos, hizo que el Granada CF pasara la eliminatoria.
En la temporada 2006-07 vuelve a ser el portero titular del Granada CF, pero ya en el grupo IV de la segunda división B del fútbol español, realizando una temporada discreta, como el resto del equipo.

## Clubes
| Club        | País   | Año       |
| ----------- | ------ | --------- |
| UD Maracena | España | 2000-2001 |
| Granada CF  | España | 2001-2007 |

## Palmarés

### Campeonatos nacionales
| Título                              | Club       | País   | Año     |
| ----------------------------------- | ---------- | ------ | ------- |
| Tercera división española. Grupo IX | Granada CF | España | 2003-04 |
| Tercera división española. Grupo IX | Granada CF | España | 2005-06 |

### Distinciones individuales
| Distinción                                              | Año     |
| ------------------------------------------------------- | ------- |
| Trofeo Zamora. Grupo IX de la Tercera división española | 2000-01 |
| Trofeo Zamora. Grupo IX de la Tercera división española | 2003-04 |
| Trofeo Zamora. Grupo IX de la Tercera división española | 2005-06 |

- Datos: Q5889443